# Arsenal (Filminstitut)

Logo des Arsenal – Institut für Film und Videokunst e. V.

Das Arsenal – Institut für Film und Videokunst e. V. ist ein aus den Freunden der Deutschen Kinemathek e. V. hervorgegangener Verein zur Förderung des Films und der Videokunst in Berlin.

## Entstehung
Der am 30. März 1963 gegründete Verein Freunde der Deutschen Kinemathek e. V. gab sich am 1. November 2008 den neuen Namen Arsenal – Institut für Film und Videokunst e. V. Dieser Name rührt her vom vereinseigenen Kino Arsenal, das die Freunde der Deutschen Kinemathek 1970 eröffnet hatten. Das Kino erhielt seinen Namen vom Stummfilm Arsenal aus dem Jahr 1929.
Die Umbenennung war verbunden mit einer veränderten Programmstruktur und einem neuen Erscheinungsbild des Vereins. Unter dem neuen Namen werden alle Tätigkeitsbereiche hervorgehoben.
Die Arbeit des Arsenal umfasst folgende Schwerpunkte:
- arsenal kino: Tägliches Kinoprogramm in den zwei Sälen des Kinos Arsenal
- arsenal campus: Symposien, Podiumsdiskussionen, Workshops rund um Film und Videokunst
- arsenal distribution: Verleihprogramm von rund 2.000 Titeln
- arsenal archiv: Filmsammlung des Vereins mit ca. 9.000 Werken. Das Filmarchiv ist offen für Kuratoren, Künstler, Wissenschaftler und Filminteressierte
- arsenal Filmdatenbank: Die Filme des Archivs und des Arsenalverleihs können über die Filmdatenbank recherchiert werden.
- arsenal edition: Bücher und DVDs zu den Programmen des Vereins
- Berlinale Forum: Internationales Forum des Jungen Films, das der Verein seit 1971 im Rahmen der Internationalen Filmfestspiele Berlin ausrichtet

## Geschichte
Am 30. März 1963 wurden auf Initiative des Filmhistorikers Gero Gandert die Freunde der Deutschen Kinemathek e. V. gegründet. Der Verein wollte die Filmbestände der unmittelbar zuvor ins Leben gerufenen Deutschen Kinemathek der Öffentlichkeit zugänglich machen und darüber hinaus auch mit den Filmen anderer Archive sowie mit zeitgenössischen Filmen eine kontinuierliche filmkulturelle Arbeit durchführen.
Die Gründungsmitglieder waren Gero Gandert und Ulrich Gregor, der gleichzeitig einer der Vorsitzenden des Vereins wurde, zusammen mit Reinold E. Thiel, einem Journalisten und Filmkritiker, sowie die Regisseure Helmut Käutner und Hansjürgen Pohland, die Kritiker Friedrich Luft und Karena Niehoff und der Buchantiquar Carl Wegener. Der Verein zeigte in der Akademie der Künste am 25. Mai 1963 erstmals Filme – u. a. „Das Wachsfigurenkabinett“ aus dem Jahr 1924 sowie Kurzfilme der Münchner Schule. Anfänglich mit monatlichen Programmen, vergrößerten sie ihr Angebot auf 14-tägliche Programme, Filmwochen und Filmserien. Am 4. November 1966 begannen sie zusätzlich in Nachtprogrammen im Kino „Bellevue“ am Hansaplatz um 23 Uhr künstlerisch anspruchsvolle und filmhistorisch interessante Filmprogramme zu zeigen. Alle Veranstaltungsorte entwickelten sich zu filmkulturellen und -politischen Treffpunkten.
Mit dem Jahreswechsel 1968/1969 begann eine unruhige Zeit. Die Veranstaltungen wurden gestört, weil der Verein sich nicht zu einem „politischen Kampfverband der Arbeiterklasse“ hatte verändern wollen. Die Gemeinschaftsveranstaltung von Akademie der Künste und Freunden der Deutschen Kinemathek e. V. wurde nahezu gesprengt. Der Rhythmus des Filmveranstaltungen wurde reduziert. Auf einer außerordentlichen Mitgliederversammlung am 28. April 1969 wurde die Mitgliederstruktur verändert, nachdem von außen die Forderung nach einer „Demokratisierung“ der Vereinsstruktur gestellt wurde. Die Filmvorführungen fanden nur noch unregelmäßig statt, auch an bisher vom Verein nicht genutzten Orten wie den „Lichtspielen Bundesplatz“, der „Landesbildstelle“, dem Theater „Zentrifuge“ in der Sybelstraße und dem „Zodiac Kreuzberg“ im Haus der Schaubühne.
Spätestens seit 1965 unterhalten die „Freunde“ auch einen angeschlossenen Filmverleih. In der Frühzeit des Filmverleihs überließen Filmregisseure oder Produzenten die Kopien ihrer Filme den „Freunden“ mit der sicheren Gewissheit, die vereinbarten Verleihanteile auch tatsächlich gezahlt zu bekommen, dafür bürgten die guten Namen des Vorstandes und des Geschäftsführers, der bei einigen Verträgen sogar privatrechtlich haftete. Durch geschickten Umgang mit den kargen Mitteln des „Forums“, dem Verzicht auf Gehaltsanteile und der klugen Absprache mit der „Berliner Festspiele GmbH.“ gelang es aus Forumsmitteln Filmkopien vieler dort gezeigter Filme zu erwerben und der kulturellen Filmarbeit in der Bundesrepublik und sogar dem Ausland zur Verfügung zu stellen. Viele Jahre war dieser Etatteil bei den Beobachtern der IFB umstritten und beneidet.
Im Sommer 1969 kam es vom 29. Juni bis zum 6. Juli zu umfangreichen Sonderveranstaltungen in der Akademie der Künste anlässlich der Internationalen Filmfestspiele Berlin, dazu erschien auch eine Programmzeitung, insgesamt ein ungewöhnliches Ereignis. Gleichzeitig wurde die Übernahme eines altehrwürdigen Kinos in eigener Regie diskutiert. Nach anfangs unklarer Finanzierungslage konnten nach dem Einsatz von Manfred Salzgeber 1969 die „Bayreuther Lichtspiele“ mit geliehenem Geld erworben werden. Am 3. Januar 1970 wurde das eigene Kino, nun mit dem Namen „Arsenal“, in der Welserstraße 25 in Berlin-Schöneberg eröffnet. Kennzeichnend war ein überbordendes Filmprogramm mit täglich drei bis fünf verschiedenen Filmprogrammen.
Weiterhin gibt der Verein kontinuierlich Filmliteratur heraus, meistens als Begleitlektüre zu aktuellen Filmreihen, konzipierte Materialsammlungen und Aufsatzbände. Die Schriftreihe „Kinemathek“ umfasst derzeit 99 Titel, die Schriftreihe „Materialien zur Filmgeschichte“ wurde leider nach 15 Ausgaben eingestellt.
Im Juni 2000 verließ der Verein die ursprünglichen Räumlichkeiten und zog in eine modernere Umgebung ins Filmhaus im Sony Center am Potsdamer Platz, in dem sich auch das Filmmuseum Berlin und die Deutsche Film- und Fernsehakademie Berlin befinden. Im März 2002 kürzte der Berliner Senat die Förderungsmittel für die „Freunde“ und das Kino Arsenal, nahm diese Kürzungen jedoch im Juni 2002 zurück. Der Verein blieb jedoch weiterhin unterfinanziert und musste im Filmhaus am Potsdamer Platz hohe Summen für Miete und Betriebskosten zahlen. Schließlich wurden die „Freunde“ 2004 in die Förderung der Beauftragten der Bundesregierung für Kultur und Medien übernommen.
Dem Vorstand des Vereins gehörten bis Anfang 2022 Milena Gregor, Birgit Kohler und Stefanie Schulte Strathaus an. Seit Mai 2022 bilden Anna Mallmann als kaufmännische Leiterin und Stefanie Schulte Strathaus als künstlerische Leiterin den Vorstand des Vereins. Milena Gregor und Birgit Kohler fungieren weiterhin als Leiterinnen des Kinoprogrammbereichs.

## Berlinale Forum
Weitreichende Folgen hatte das Sonderprogramm anlässlich der Internationalen Filmfestspiele Berlin im Jahr 1970. Als wegen der Proteste um Michael Verhoevens Anti-Vietnamkrieg-Film o.k. die Jury zurücktrat und die Filmfestspiele mit einem Skandal zusammenbrachen, veranstalteten die Freunde zur Alternative für die frustrierten Journalisten des In- und Auslandes eine Gegenveranstaltung.
Mit den Erfahrungen des Vorjahres richtet der Verein 1971 das Internationale Forum des Jungen Films (kurz Forum) aus. Die ehemalige Gegenveranstaltung wurde nun neben dem traditionellen Wettbewerb als unabhängiges, selbstverwaltetes und gleichberechtigtes Festival in die Berlinale integriert. Die diesem sehr erfolgreichen ersten Forum folgende öffentliche und zu großen Teilen auch interne Diskussion in den zuständigen Kulturkreisen und politischen Gremien führte dazu, dass das Forum ab 1972 seine Arbeit fortsetzen konnte. Jährlich mussten Anträge auf die Wiedergewährung der Mittel gestellt werden, gelegentlich kam die Zustimmung erst während des Festivals zustande.
Seit 2005 versteht sich das Forum als Sektion der Berlinale, die jedoch unabhängig vom Filmfestival organisiert wird. Legendär sind die „Forumsblätter“, die jeden Film des Programms begleiteten.

## Filmsammlung/Verleih
Die Gründung des Forums legte auch den Grundstein für die heutige Filmsammlung des Arsenal. Zahlreiche Filme des Forums blieben nach dem Ende des Festivals im Arsenal. 1972 konnte so ein erstes Verleihprogramm aufgelegt werden. Zur Entstehung eines eigenen Verleihs heißt es dort: Mit dem Verbleib von Titeln aus dem Forumsprogramm „ist es endlich möglich geworden, Filmfestspiele nicht nur an einem Ort und zu einer Zeit stattfinden zu lassen, sondern die neuen Filme eines Festivals auch allen anderen Institutionen zur Verfügung zu stellen, die eine Arbeit mit dem Medium Film leisten, welche nicht am Kommerz organisiert ist.“
Besondere Bedeutung besaß die Filmsammlung für die Verbreitung internationaler Filmentwicklungen in Deutschland, so die Filme des Dritten Kinos in den 1970er Jahren oder der asiatischen Neuen Wellen der 1980er Jahre. Seit einigen Jahren wurde die historische Filmsammlung vom aktuellen Verleih getrennt. Ersterer firmiert seitdem unter dem Namen arsenal kollektion, letzterer unter arsenal distribution. Seit 2011 hat das Arsenal in dem von der Kulturstiftung des Bundes gesondert finanzierten Projekt living archive, die eigene Filmsammlung zu erschließen und auf die Aktualität hin zu befragen.
Der hauseigene Verleih arsenal distribution bringt jedes Jahr etwa 10 Filme in den Vertrieb. arsenal distribution vertreibt einige der wichtigsten deutschen Dokumentarfilme der letzten Jahre: so die Filme des Berliner Filmemachers Philip Scheffner Der Tag des Spatzen und Revision sowie mit Material und Sonnensystem einige der Dokumentarfilme von Thomas Heise.
Alle Filme aus arsenal kollektion und arsenal distribution sind in der Filmdatenbank des Arsenal online recherchierbar.

## Auszeichnungen
Die Freunde der Deutschen Kinemathek e. V. erhielten mehrere Preise:
- 1968: Preis der deutschen Filmkritik der „Arbeitsgemeinschaft der Filmjournalisten“
- 1971: FIPRESCI-Preis der „Fédération Internationale de la Presse Cinématographique“ für das Berlinale Forum
- 1973: Kunstpreis Berlin für das Berlinale Forum
- 1980: Deutscher Kritikerpreis
- 2004: Innovationspreis des Beauftragten für Kultur und Medien für die Verleihinitiative „Arsenal Experimental“